# Che’Nelle
Che’Nelle (japanisch シェネル, wirklicher Name: Cheryline Ernestine Lim; * 10. März 1983 in Kota Kinabalu, Malaysia) ist eine malaysische Sängerin mit chinesisch-/australischen Wurzeln. Sie debütierte 2007 im Musikgeschäft und unterschrieb ihren ersten Plattenvertrag bei EMI und Capitol Records.
Seit dem Jahre 2010 ist sie überwiegend in Japan tätig und nahm bereits einige japanischsprachige Lieder auf.

## Leben
Cheryline Lim wurde am 10. März 1983 in der Hauptstadt des malaysischen Bundesstaates Sabah, Kota Kinabalu, geboren. Sie hat einen chinesischen Vater und eine Mutter, die indische und niederländische Wurzeln hat, aber in Australien geboren wurde. Mit zehn Jahren zog sie mit ihrer Familie nach Perth, welches in Australien liegt.
Am 1. Mai 2013 wurde bekannt gegeben, dass sie mit dem Choreographen G. Medison heiraten werde und mit ihm schon seit vier Jahren zusammen ist. Die Ehe wurde schließlich kurz danach am 3. Mai eingetragen.

## Karriere
Ihr Talent entdeckte Sir Charles Dixon, nachdem sie eigene Lieder auf Myspace hochgeladen hatte. Dixon gab das Material an Virgin Records weiter und die Plattenfirma ließ sie, gegen Ende 2005, nach New York einfliegen, um mit dem Vertreter der Plattenfirma zu sprechen. Der Vorsitzende der Plattenfirma, Jason Flom, nahm sie sofort unter Vertrag. Nach zwei Tagen unterschrieb sie den Vertrag und wurde als Weltkünstlerin beschrieben. Allerdings steht sie in Australien bei EMI unter Vertrag.
Ihre ersten musikalischen Schritte durfte sie auf der Tournee von Kanye West beweisen, wo sie als Opening-Act, auf seiner Australien-Tour im März 2006, auftrat.
Ihr Debütalbum Things Happen for a Reason wurde am 22. August 2007 in den USA veröffentlicht, anschließend am 25. September und am 29. Oktober 2007 in Japan und Australien. Die erste Singleauskopplung war I Fell in Love with the DJ und war gleichzeitig ein Featuring mit dem Musiker Cham. Auch auf malaysischer Sprache wurde das Lied produziert und hieß DJ yang Ku Puja.
Außerdem schrieb sie an Liedern wie Fierce, von Carmit Bachar, Hell No!, von Ricki-Lee, und Can’t Breath, von Leona Lewis, mit.
Ihr zweites Studioalbum veröffentlichte sie am 10. Februar 2010, unter dem Namen Feel Good. Hieraus war die erste Singleauskopplung der gleichnamige Titel Feel Good und die zweite war Missing. Unter anderem hatte das Album Featurings mit Shaggy und Colby O’Donis. Allerdings konnte das Album nicht an den geringen Erfolg von Things Happen for a Reason anknüpfen und sie wendete sich konzentriert auf den japanischen Musikmarkt zu.

### Erfolge in Japan
Im Jahre 2011 versuchte sie sich an ihrem ersten Coveralbum mit dem Titel Luv Songs, indem sie populäre japanische Lieder ins Englische und sang, außerdem enthielt das Album Cover von amerikanischen Künstlern wie zum Beispiel Ne-Yo oder Whitney Houston. Das Album landete auf Platz 3 der Oricon-Charts und wurde mehr als 350.000 mal verkauft. Hauptsächlich lag der Erfolg am Lied Baby I Love U, welches eine englische Coverversion des gleichnamigen Liedes vom japanischen Sänger Tee ist. Später kollaborierten sie sogar in einer Neuauflage des Liedes.
In Japan veröffentlichte sie ihre erste Single namens Story am 4. April 2012. Die Single konnte Platz 15 der Oricon-Charts erreichen, und das Titellied war ein Mix aus japanischer und englischer Sprache; somit fiel Story in die Kategorie J-Pop.
Das dritte Studioalbum hieß Believe und wurde am 4. Juni 2012 veröffentlicht und es war mit mehreren J-Pop-Liedern besetzt. Außerdem coverte sie Mika Nakashima mit dem Lied Stars und Miho Nakayama mit dem Lied You’re My Only Shinin' Star. In der ersten Verkaufswoche konnte sich das Album auf Platz 3 der Charts aufbauen, in der folgenden Woche konnte sich das Album auf Platz 2 befestigen und hielt sich neun folgende Wochen in den Top 10 der Oricon-Charts. An den Erfolg von Luv Songs konnte das Album auch anknüpfen, da sie mehr als 250.000 verkaufte Einheiten nachweisen kann. Beide Alben wurden auch, von der Recording Industry Association of Japan (RIAJ), mit Platin ausgezeichnet. Mit dem gleichnamigen Titellied des Believe-Albums, stieg sie auch erstmals auf Platz 1 der RIAJ-Digital-Track-Charts ein.
Am 9. November 2012 veröffentlichte sie erstmals eine Download-EP, mit dem Titel Touch (Close to You).
Für ihr Studioalbum Believe gewann Che’Nelle, in der westlichen Kategorie Album of the Year (dt. Album des Jahres), den Japan Gold Disc Award. Das Album konnte auch in der westlichen Kategorie Best 3 Albums einen Award gewinnen. In der westlichen Kategorie Song of the Year by Download (dt. Download-Song des Jahres), gewann sie einen weiteren Award für das Lied Believe. Das Lied Believe gewann auch in der Kategorie Best 5 Songs by Download, außerdem gewann sie in der Kategorie Artist of the Year (dt. Künstler des Jahres), bei der gleichnamigen Preisverleihung, im Jahre 2013. In Regel wird die westliche Kategorie Artist of the Year nur von weltweit bekannten und erfolgreichen Künstlern gewonnen, dies und der Gewinn von fünf Preisen an einer Zeremonie, setzte ihr einen weiteren Meilenstein.
Am 18. Januar 2013 veröffentlichte sie eine Deluxe-Version zu ihrem Album Believe. Hier gab es als Bonus die Lieder Believe und Story, gesungen auf chinesischer Sprache. Gemeinsam mit David Guetta veröffentlichte sie, in Japan, eine Neuaufnahme zum Hit Titanium, welcher im Original von Sia (Sängerin) gesungen wurde. Als Download-Single erschien das Stück am 6. Februar 2013 auf verschiedenen Musikportalen. Der zweite Vers des Liedes wird komplett auf japanischer Sprache gesungen. Die erste Vorschau zu ihrer nächsten Download-Single wurde am 18. April 2013 auf YouTube hochgeladen. Das Lied heißt I Will und wurde am 26. April 2013 veröffentlicht. Schließlich veröffentlichte man am 19. Juni eine weitere Download-Single Burning Love (jap. バーニング・ラヴ) und anschließend am 7. August das vierte japanische Studioalbum Aishiteru (jap. アイシテル). Das Album verkaufte sich bisher mehr als 60.000-mal und stieg in der ersten Verkaufswoche auf den fünften Platz, der wöchentlichen Oricon-Charts, ein und stieg in der zweiten Woche auf Platz 2. Für den 4. Dezember 2013 kündigte man die erste Kompilation mit dem Titel Best Songs an, diese besteht aus ihren erfolgreichsten Liedern seit Things Happen for a Reason bis Aishiteru. Außerdem wurde bei der Produktbeschreibung hinzugefügt, dass Baby I Love U drei Millionen Mal in Japan heruntergeladen wurde und Believe 1,7 Millionen Mal.

### Seit 2014: Markt außerhalb Japan,Luv Songs 2undChe'Nelle World
Im Juni 2014 veröffentlichte sie ihr zweites Coveralbum mit dem Titel Luv Songs 2, welches nicht an den Erfolg von Luv Songs knüpfen konnte. Im selben Monat veröffentlichte sie außerdem international ihr Mixtape Revolution, das stilisiert REVOLuTion geschrieben wird, woraus das englische Wort Revolt (zu deutsch Revolte) hervorgehoben wird. Zum kostenlosen Download wurde das Mixtape auf ihrer offiziellen Website angeboten, jedoch mit der Voraussetzung, dass man einen Code hat, den man auf einigen Events bekommen konnte, auf denen sie in den Vereinigten Staaten auftrat. Später Ende Oktober veröffentlichte sie ihre Single Happiness im als Download und eine Woche später im November als CD. Es ist ihre zweite japanische Single, die im CD-Format veröffentlicht wurde und dazu ihre meistverkaufte, trotz einer Höchstplatzierung von #25 in den Oricon-Charts, verkaufte sich die Single mehr als 20.000-mal. Auf dem japanischen iTunes-Portal wurde das Lied mehr als 320.000-mal legal heruntergeladen und wurde schließlich mit 2-fach-Platin für 500.000 legale Downloads ausgezeichnet.
Ihr viertes japanisches Studioalbum Che'Nelle World wurde am 11. Februar 2015 in Japan veröffentlicht und beinhaltet Kollaborationen mit Crystal Kay, Nao Matsushita und Thelma Aoyama. Che’Nelle startete außerdem im selben Monat einen Schritt zurück in die westliche Musikindustrie mit einer Kollaboration zwischen ihr und dem Reggae-Künstler Shifta, die Do You Wanna heißt. Aus diesem Studioalbum entschied man sich für eine internationale Singleauskopplung mit dem Lied Fierce, welche im April des Jahres international veröffentlicht wurde. Das Musikvideo dazu folgte erst am 20. Oktober 2015.

## Diskografie

### Alben
| Jahr | Titel                                 | Höchstplatzierung, Gesamtwochen, AuszeichnungChartsChartplatzierungen (Jahr, Titel, Platzierungen, Wochen, Auszeichnungen, Anmerkungen) | Anmerkungen                                                  |
| Jahr | Titel                                 | JP | Anmerkungen                                                  |
| ---- | ------------------------------------- | --- | ------------------------------------------------------------ |
| 2007 | Things Happen for a Reason            | JP12 Gold · (20 Wo.)JP | Erstveröffentlichung: 22. August 2007 Verkäufe JP: + 65.000  |
| 2010 | Feel Good                             | JP41 (9 Wo.)JP | Erstveröffentlichung: 10. Februar 2010 Verkäufe JP: + 6.000  |
| 2011 | Luv Songs (ラブ・ソングス)            | JP3 Platin · (108 Wo.)JP | Erstveröffentlichung: 20. Juli 2011 Verkäufe JP: + 355.213   |
| 2012 | Believe (ビリーヴ)                    | JP2 Platin · (62 Wo.)JP | Erstveröffentlichung: 4. Juli 2012 Verkäufe JP: + 276.005    |
| 2012 | Touch (Close to You)                  | — | Erstveröffentlichung: 9. November 2012                       |
| 2013 | Aishiteru (アイシテル) Ich liebe dich | JP2 Gold · (16 Wo.)JP | Erstveröffentlichung: 7. August 2013 Verkäufe JP: + 62.770   |
| 2013 | Best Songs (ベスト・ソングス)         | JP4 Gold · (35 Wo.)JP | Erstveröffentlichung: 4. Dezember 2013 Verkäufe JP: + 77.750 |
| 2014 | Luv Songs 2 (ラブ・ソングス2)         | JP12 (21 Wo.)JP | Erstveröffentlichung: 4. Juni 2014 Verkäufe JP: + 31.214     |
| 2014 | Revolution                            | — | Erstveröffentlichung: 9. Juni 2014                           |
| 2015 | Che’Nelle World (シェネル・ワールド)  | JP6 (28 Wo.)JP | Erstveröffentlichung: 11. Februar 2015 Verkäufe JP: + 51.459 |
| 2016 | You & I                               | — | Erstveröffentlichung: 25. Oktober 2016 mit Shifta            |
| 2017 | Destiny                               | JP10 (12 Wo.)JP | Erstveröffentlichung: 14. Juni 2017 Verkäufe JP: + 16.300    |
| 2017 | Metamorphosis                         | JP93 (3 Wo.)JP | Erstveröffentlichung: 6. September 2017 Verkäufe JP: + 1.266 |
| 2017 | Calm Before the Storm                 | — | Erstveröffentlichung: 3. November 2017                       |
| 2017 | 10th Anniversary All Time Best        | JP21 (26 Wo.)JP | Erstveröffentlichung: 6. Dezember 2017 Verkäufe JP: + 26.999 |

### Singles
| Jahr | Titel Album                                           | Höchstplatzierung, Gesamtwochen, AuszeichnungChartsChartplatzierungen (Jahr, Titel, Album, Platzierungen, Wochen, Auszeichnungen, Anmerkungen) | Anmerkungen                                                   |
| Jahr | Titel Album                                           | JP | Anmerkungen                                                   |
| ---- | ----------------------------------------------------- | --- | ------------------------------------------------------------- |
| 2007 | I Fell in Love with the DJ Things Happen for a Reason | — | Erstveröffentlichung: 23. Juni 2007                           |
| 2007 | Hurry Up Things Happen for a Reason                   | — | Erstveröffentlichung: 2007                                    |
| 2012 | Story (ストーリー) Believe                            | JP15 Gold (Downloads) · (11 Wo.)JP | Erstveröffentlichung: 4. April 2012 Verkäufe JP: + 12.334     |
| 2014 | Happiness @chenelleworld                              | JP25 ×2Doppelplatin (Digital) + Platin (Streaming) · (14 Wo.)JP                                                                                | Erstveröffentlichung: 19. November 2014 Verkäufe JP: + 22.008 |
| 2017 | Destiny                                               | JP36 Platin (Digital) · (10 Wo.)JP | Erstveröffentlichung: 10. Mai 2017 Verkäufe JP: + 7.980       |

Weitere Lieder
- 2011: Baby I Love You (Englische Version) (JP: ×2Doppelplatin (Downloads) , JP: ×2Doppelplatin (Klingelton) , JP: Platin (Mobile Downloads))
- 2012: ビリーヴ (JP: Diamant (Digital))
- 2015: 君に贈る歌 ～Song For You (JP: Gold (Digital), JP: Gold (Streaming))

Download-Singles
- 2008: I Fell in Love with the DJ (Live)
- 2008: Hurry Up / I Fell in Love with the DJ
- 2008: First Love feat. Lecca
- 2010: Feel Good
- 2010: Missing
- 2011: Sakura (Englische Version)
- 2011: So Sick
- 2011: Baby I Love U (Instrumental & Karaoke)
- 2011: Baby I Love U (Remixes)
- 2012: Fall in Love (フォール・イン・ラヴ)
- 2012: Believe (Instrumental, Karaoke & a cappella)
- 2012: Fall in Love (Single Version)
- 2012: Touch (Close to You)
- 2013: I Will
- 2013: Burning Love (バーニング・ラヴ)
- 2013: Aishiteru (アイシテル)
- 2014: Zutto (Englische Version) (ずっと)
- 2014: Happiness
- 2014: Always Love U
- 2014: Destiny

Internationale Singles
- 2013: It’s Happening Again
- 2015: Fierce
- 2015: Hello
- 2016: Strut
- 2017: Love You like Me feat. Konshens

## Lieder
- Geordnet nach Veröffentlichung

1. Club Jumpin’
2. Teach Me How to Dance
3. Hurry Up
4. Right Back
5. Mantaker
6. When We Will Meet Again
7. Lookin’
8. Stick with Me
9. Summer Jam
10. My Pledge
11. 2nd Nature
12. I Guess
13. Certain Things
14. Move Your Body
15. Hooked Up
16. Feel Good
17. Sunshine
18. First Love
19. Pretty Boy
20. Eliminated
21. Tear Jerker
22. Headphones
23. Venus & Mars
24. See Thru
25. Somethin’ Bout a Saturday
26. Story (ストーリー)
27. Fall in Love (フォール・イン・ラヴ)
28. Sunshine on You (サンシャイン・オン・ユー)
29. Believe (ビリーヴ)
30. I’m with U (アイム・ウィズ・ユー)
31. Happening Again (ハプニング・アゲイン)
32. Rain (レイン)
33. Crystals of Love (クリスタルズ・オブ・ラヴ)
34. Ai no Uta (愛の歌)
35. Last Boy (ラスト・ボーイ)
36. To You (トゥ・ユー)
37. Touch (Close to You) (タッチ(クロース・トゥ・ユー))
38. I Will
39. Burning Love (バーニング・ラヴ)
40. Aishiteru (アイシテル)
41. Wasurenai
42. Fly Away (フライ・アウェイ)
43. Forever (フォーエヴァー)
44. Dance Dance!! (ダンス・ダンス!!)
45. Never Ever Stop (ネヴァー・エヴァー・ストップ)
46. Only One (オンリー・ワン)
47. Don’t Know Why You Love Me (ドント・ノー・ホワイ・ユー・ラヴ・ミー)
48. Days with You (デイズ・ウィズ・ユー)
49. Hikari
50. Pay Me No Attention
51. Buying Speeches
52. New Beginning
53. Where I Wanna Be
54. Happiness
55. Always Love U
56. Forever Friends
57. Kimi ni no Kuru Uta: Song for You (君に贈る歌)
58. Eternal Love
59. Change Your World
60. Love Is Louder
61. Fierce
62. Die for You
63. Can’t Be Without You
64. Strut
65. Destiny
66. Owaranai Love Song – Like a Love Song (終わらないラブソング)
67. Heartburn
68. Fun
69. Fall in Love Again
70. Miracle
71. Love Sick
72. Love You like Me
73. Kimi ga Ireba (君がいれば)
74. Remember My Name
75. Home
76. Liqor Story
77. Lie to Me
78. Space and Time
79. Afterlife
80. Shadow
81. Scared of Heights
82. Hand It Over
83. Kiss
84. F.U.N
85. Hollywood
86. Superstar
87. Criminal
88. Kiseki (奇跡)
89. Holiday Party
90. One More Christmas

- Cover

1. Missing (Original von Toshinobu Kubota)
2. Sakura (Original von Ikimonogakari)
3. So Sick (ソー・シック) (Original von Ne-Yo)
4. Baby I Love You (ベイビー・アイラブユー)) (Original von Tee)
5. Sunshine Girl (Original von Moumoon)
6. For You (Original von Lecca)
7. Everything (Original von Misia)
8. Garasugoshi ni Kieta Natsu (ガラス越しに消えた夏) (Original von Masayuki Suzuki)
9. Subete wo Anata ni (Saving All My Love for You) (すべてをあなたに) (Original von Whitney Houston)
10. Lovin’ You (ラヴィン・ユー) (Original von Minnie Riperton)
11. Without You: Goodbye Summer Days (ウィズアウト・ユー ~さよなら夏の日) (Original von Debbie Gibson)
12. Ue wo Muite Arukou (上を向いて歩こう) (Original von Kyū Sakamoto)
13. Stars (Original von Mika Nakashima)
14. You’re My Only Shining Star (Original von Miho Nakayama)
15. Zutto (ずっと) (Original von Spicy Chocolate)
16. Aitakute Ima (逢いたくていま) (Original von Misia)
17. Shanana (シャナナ☆) (Original von Minmi)
18. Mata Ashita... (また明日...) (Original von Juju)
19. Let Go (mit Matt Cab) (Original von M-Flo)
20. We Found Love (ウィー・ファウンド・ラヴ) (mit Taku Takahashi) (Original von Rihanna)
21. Love Rain (Original von Toshinobu Kubota)
22. When I Was Your Girl (ウェン・アイ・ワズ・ユア・ガール) (Original von Bruno Mars)
23. Suki Dayo.: 100-Kai no Koukai (好きだよ.~100回の後悔~) (Original von Sonar Pocket)
24. Kanade (奏(かなで) (Original von Sukima Switch)
25. Someday My Prince Will Come (Original von Disney)
26. Hello (Original von Adele)
27. Silent Night (Stille Nacht, heilige Nacht)

- Zusammenarbeiten

1. Somebody’s Gotta (mit Messiahbolical)
2. I Fell in Love with the DJ (mit Cham)
3. Young Boy (mit Messiahbolical)
4. Before (mit Messiahbolical)
5. I’m Still Here (mit Messiahbolical)
6. Sugar (mit Hydro)
7. Scramblin (mit Hydro, Chanj und Daytona 5 Bill)
8. First Love (mit Lecca)
9. Hold on Me (mit Israel Cruz)
10. Wish You Were Here (mit Mýa)
11. Postcard (mit Lil’ Eddie)
12. Running a Muck (mit Shaggy)
13. Razor (mit Colby O’Donis)
14. Oh Yeah (Derek Brin’s Heavenly Mix) (mit Jaiko)
15. Here on Earth (mit Chrishan)
16. Sunadokei (砂時計) (mit Seeda)
17. Feel Good (Remix) (mit DJ Dow Jones, DJ Disspare und Saint Michael)
18. Baby I Love U (mit Tee)
19. The Last Word (mit J. Burney)
20. I’ll Woman (mit Ill Ones)
21. Spend a Little Time (mit Knowledge Bones)
22. Titanium (mit David Guetta)
23. Be Right There (mit Dandee)
24. No Tears Left (mit Davion Farris)
25. After the Storm (mit Ai)
26. Fun Fun Christmas (mit Tee und Leo)
27. Real Tight (mit Peter Ram)
28. Ureshī Namida (うれし涙) (mit Spicy Chocolate und Maco)
29. You & I (mit Shifta)
30. Life Is Good (mit Sweep)
31. All My Ladies (mit Crystal Kay und Thelma Aoyama)
32. Happiness (mit Nao Matsushita)
33. Do You Wanna (mit Shifta)
34. Last Forever (mit Matt Cab)
35. Share My Last (mit Marley Waters und Nargo)
36. Do You Wanna (mit Shifta und Red Cafe)
37. Can’t Get Enough (mit Shifta)
38. Turn Me On (mit Shifta)
39. You (mit Shifta)
40. Baby I Love You (mit Shifta)
41. Waiting (mit Shifta)
42. Outta Love (mit Minmi)
43. Love You like Me (mit Konshens)
44. Remember My Name (mit Miyavi)
45. I Still Shine (mit AK-69)
46. Forget You (mit Miyavi)
47. Numb (mit Fwir)
48. Cry Me a River (mit Natty Rico)
49. Love Me (mit Natty Rico)
50. Saigo no Piece (最後のPiece) (mit Spicy Chocolate und Beverly)

- Übergänge

1. I Can’t Make You Love Me – Interlude
2. Outro / Sprung on My Booty Call